# لي جين-وو
لي جين-وو (هانغل: 이진우) هو لاعب كرة قدم كوري جنوبي في مركز الهجوم، ولد في 3 سبتمبر 1982 في كوريا الجنوبية. لعب مع أولسان هيونداي.

## وصلات خارجية
- لي جين-وو على موقع دوري كوريا الجنوبية (الإنجليزية)
- لي جين-وو على موقع قاعدة بيانات كرة القدم.إي يو (الإنجليزية)
- لي جين-وو على موقع Soccerway.com (الإنجليزية)